# PSR B1620-26c
PSR B16220-26c és un planeta extrasolar que gira al voltant de PSR B1620-26 a la constel·lació de Scorpius.
A principis dels anys 1990, un grup d'astrònoms conduïts per Donald Backer, estudiant el que ells van pensar que era un púlsar binari, van determinar que un tercer objecte era necessari per explicar els canvis de Doppler observats. Els efectes gravitacionals del planeta sobre l'òrbita del púlsar i la nana blanca van ser mesurats en el transcurs de diversos anys, donant una estimació de la massa del tercer objecte, massa petit per ser una estrella. La conclusió que el tercer objecte era un planeta va ser anunciada per Stephen Thorsett i els seus col·laboradors l'any 1993.